# Lambis sowerbyi
Lambis sowerbyi is een slakkensoort uit de familie van de Strombidae. De wetenschappelijke naam van de soort is voor het eerst geldig gepubliceerd in 1872 door Mörch.